# 46 (число)
46 (сорок шесть) — натуральное число, расположенное между числами 45 и 47.

## В математике
- Чётное двузначное число.
- Квадрат числа 46 — 2116.
- 246 = 70368744177664
- 46 — полупростое число
- 3-е девятиугольное число

## В науке
- Атомный номер палладия
- Кариотип человека (Homo sapiens) состоит из 46 хромосом[1].

## В музыке
- 46 — название музыкального альбома, выпущенного группой Кино.
- Планета 46 — название музыкального альбома, выпущенного исполнителем Смоки Мо.

## В других областях
- 46 год; 46 год до н. э., 1946 год
- Художественный фильм «Код 46»
- 46 — Код субъекта Российской Федерации и Код ГИБДД-ГАИ Курской области
- 46 — номер Валентино Росси, 9-кратного чемпиона MotoGP.
- ASCII-код символа «.»
- M46
- E46 — тип кузова автомобиля BMW
- Парфенон, окружённый 46 колоннами